# William Cornelius Van Horne
Sir William Cornelius Van Horne (3. února 1843 Chelsea, Illinois, USA – 11. září 1915 Montréal, Québec, Kanada) byl pionýrem ve vedení severoamerických železničních společností.

## Život
Narodil se ve městě Chelsea v Illinois, USA. V osmi letech se společně se svou rodinou přestěhoval do nedalekého města Joliet. Na železnici začal pracovat roku 1857. Až do roku 1867 pracoval na různých postech v Michigan Central Railway, později pro Chicago and Alton Railway, kde v letech 1878 až 1879 působil na pozici stavbyvedoucího. V roce 1882 byl jmenovaný generálním manažerem Kanadské pacifické železnice (CPR) a v roce 1884 se stal jejím viceprezidentem. Za prezidenta CPR byl jmenován roku 1888. Nejvíce se proslavil při dozoru nad výstavbou trati první kanadské transkontinentální železnice.

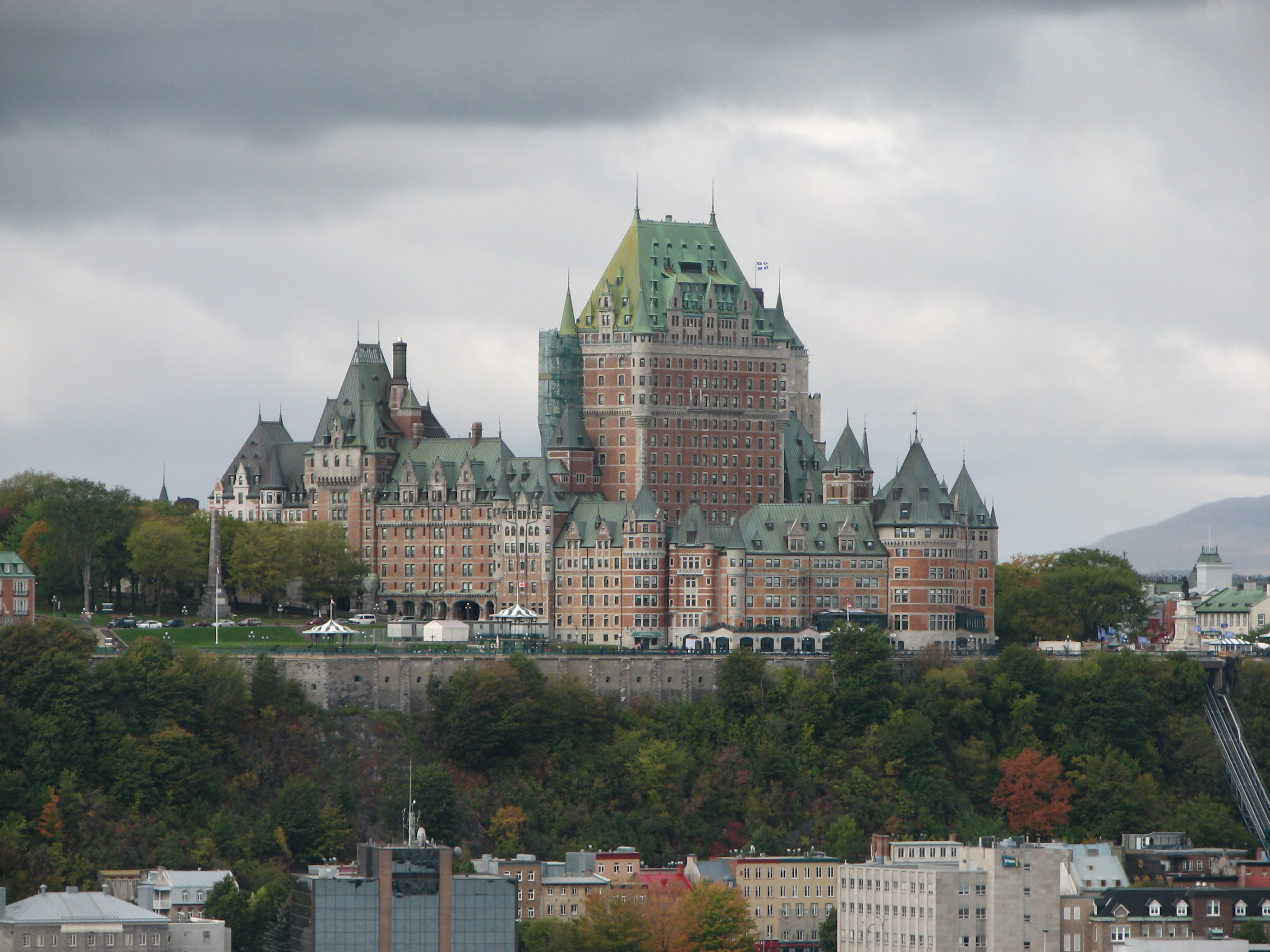
Château Frontenac ve městě Quebec City

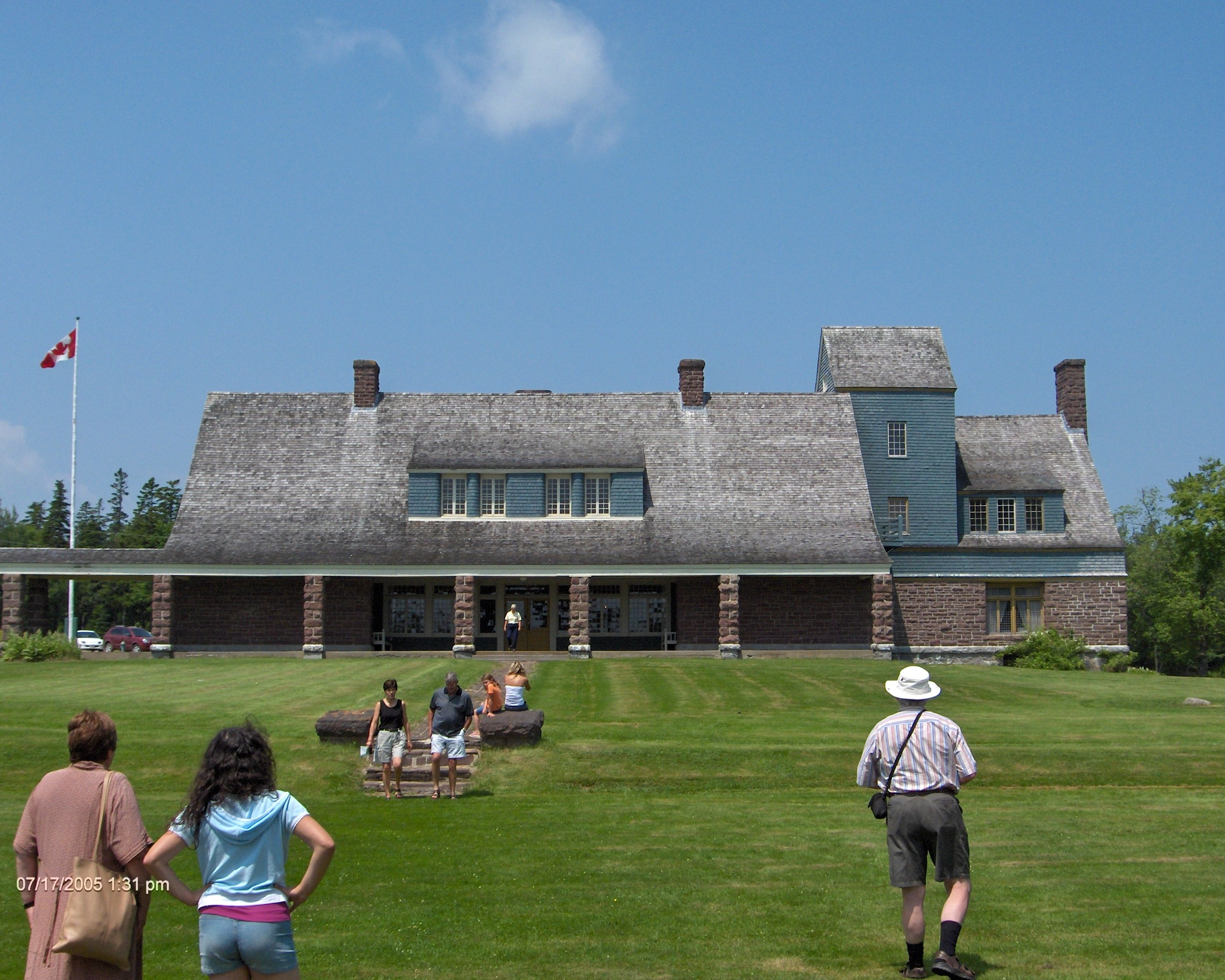
Covenhoven

Van Horne si železnici představoval jako integrovaný komunikační a dopravní systém, přesvědčil ředitele a spoluvlastníky k vytvoření telegrafní služby a expresní zásilkové přepravní služby jako součást železnice.
Byl známý svou velkou intelektuální výstředností a dynamikou. Měl dobré povědomí o fungování každé části železničního průmyslu, včetně řízení lokomotivy. Později se stal spoluvlastníkem Cuba Railroad Company, železniční společnosti na Kubě.
Zodpovídal také za spuštění námořní přepravy Kanadské pacifické železnice, když uvedl do provozu pravidelné spojení mezi Vancouverem a Hongkongem roku 1891 na luxusních parnících Empress. Vedl expanzi CPR při rozšiřovaní sítě luxusních hotelů a spolupodílel se na tvorbě designu dvou nejslavnějších hotelů v řetězci CPR, Château Frontenac ve městě Quebec, provincie Quebec a Chateau Lake Louise v Albertě.
V letech 1895 až 1915 zastával funkci guvernéra McGillovy university a byl jedním z prvních lidí v Kanadě, kteří získali umělecká díla od členů francouzského impresionistického hnutí.
Na ostrově Minister's Island postavil velké letní sídlo, které nazval Covenhoven a rozšířil rekreační středisko CPR ve městě St. Andrews v kanadské provincii New Brunswick.
Po jeho smrti v Montrealu roku 1915 vypravili speciální vlak, který převezl jeho pozůstatky do města Joliet, kde byl pochovaný na hřbitově Oakwood Cemetery.